# Macrotermes gilvus
Macrotermes gilvus là một loài mối trong chi Macrotermes, được tìm thấy ở Campuchia, Đông Timor, Ấn Độ, Indonesia, Malaysia, Myanmar, Philippines, Singapore, Thái Lan và Việt Nam.